# Armento
Armento ist eine süditalienische Gemeinde (comune) in der Provinz Potenza in der Basilikata und zählt 547 Einwohner (Stand am 31. Dezember 2023). Die Gemeinde liegt etwa 42,5 Kilometer südsüdöstlich von Potenza im Val d'Agri. Der Agri begrenzt die Gemeinde im Süden.

## Gemeindepartnerschaft
Armento unterhält eine inneritalienische Partnerschaft mit der Gemeinde Castronovo di Sicilia in der Metropolitanstadt Palermo.

## Verkehr
Entlang des Agri führen die Strada Statale 598 di Fondo Valle dell'Agri von Atena Lucana nach Policoro und durch die Gemeinde selbst die Strada Statale 92 dell'Appennino Meridionale von Potenza nach Villapiana.